# Diocesi di Schedia
La diocesi di Schedia (in latino Dioecesis Schediensis) è una sede soppressa e sede titolare della Chiesa cattolica.

## Storia
Schedia, identificabile con Nechu, è un'antica sede episcopale della provincia romana dell'Egitto Primo nella diocesi civile d'Egitto, ed era suffraganea del patriarcato di Alessandria.
Sono solo tre i vescovi documentati di quest'antica diocesi egiziana. Attas (Athas) fu tra i padri presenti al concilio di Nicea del 325. Lo stesso vescovo fu presente al concilio di Tiro del 335, tra i sostenitori di Atanasio di Alessandria, e al concilio di Sardica.
Il secondo vescovo è Agatammone (o Agatodemone), che nel 362 sottoscrisse il Tomus ad Antiochenos, scritto da Atanasio, nel quale si esprimeva la fede ortodossa della Chiesa alessandrina. In quest'occasione il vescovo firmò come "vescovo di Schedia e Menelaite"; Menelaite era la capitale del nomos omonimo, in seguito caduta in disgrazia a favore di Schedia, uno dei porti principali sul Nilo. Questo vescovo era stato esiliato nel 356 da Giorgio di Cappadocia, usurpatore ariano della sede di Alessandria.
L'ultimo vescovo conosciuto di Schedia è Epifanio, monaco asceta, il cui nome appare nella lettera festale di Atanasio del 368, tra i nuovi vescovi consacrati durante quell'anno; è probabile che Epifanio succedette a Agatammone.
Dal 1933 Schedia è annoverata tra le sedi vescovili titolari della Chiesa cattolica; la sede finora non è mai stata assegnata.

## Cronotassi dei vescovi
- Attas (Athas) † (prima del 325 - dopo il 343)
- Agatammone (o Agatodemone) † (prima del 356 - dopo il 362)
- Epifanio † (circa 368 - ?)